# Jacky Durand
Jacky Durand (Laval, 10 februari 1967) is een voormalig Frans wielrenner.

## Carrière
Durand debuteerde als professional in 1990. Hij brak door in 1992 toen hij, na een lange vlucht met Thomas Wegmüller, als onbekende renner de Ronde van Vlaanderen won. Hiermee had Durand meteen zijn voornaamste handelsmerk gepresenteerd: lange ontsnappingen, bij voorkeur die die weinig kans van slagen leken te hebben. In 1993 en 1994 werd Durand Frans kampioen en in dat laatste jaar won hij ook een etappe in de Ronde van Frankrijk. Het jaar daarop won hij in die ronde de proloog omdat hij als vroege starter, in tegenstelling tot de meeste favorieten, een nog droog parcours had. Hij droeg daarna ook drie dagen de gele trui.
Vanwege zijn vele ontsnappingen was Durand ongekend populair bij vooral het Franse publiek, maar niet vaak wist hij zo'n ontsnapping ook met een zege te bekronen. In 1998 won hij wel de klassieker Parijs-Tours en nog een Tour-etappe. Ook werd hij dat jaar en het volgende, geheel in stijl, gekozen tot meest strijdlustige renner van de Tour. Op zijn palmares staan verder etappezeges in rittenkoersen als Parijs-Nice, de Ronde van Luxemburg, de Dauphiné Libéré en de Ronde van Polen.
In december 2004 maakte Durand bekend zijn carrière te beëindigen.

## Belangrijkste overwinningen
1987
- 2e etappe Ronde van de Somme

1988
- 4e etappe deel a Tour de Wallonie-Picarde

1989
- 4e etappe Boucles de la Mayenne

1990
- GP van Isbergues

1992
- Ronde van Vlaanderen

1993
- Frans kampioen op de weg, Elite

1994
- 2e en 4e etappe Ronde van de Limousin
- Frans kampioen op de weg, Elite
- 10e etappe Ronde van Frankrijk

1995
- 4e etappe Grand Prix du Midi Libre
- Proloog Ronde van Frankrijk

1998
- 2e etappe Ronde van Luxemburg
- 8e etappe Ronde van Frankrijk
- 7e etappe Ronde van Polen
- Parijs-Tours

1999
- 6e etappe Parijs-Nice

2001
- Tro Bro Léon

2002
- 1e etappe Critérium du Dauphiné

## Resultaten in voornaamste wedstrijden
| Jaar | Ronde van Italië | Ronde van Frankrijk | Ronde van Spanje |
| ---- | ---------------- | ------------------- | ---------------- |
| 1990 |                  |                     |                  |
| 1991 | 90e              |                     |                  |
| 1992 | 104e             | 119e                |                  |
| 1993 |                  | 121e                |                  |
| 1994 |                  | opgave (1)          |                  |
| 1995 |                  | opgave (1)          |                  |
| 1996 |                  | 115e                |                  |
| 1997 |                  |                     | 116e             |
| 1998 |                  | 65e (1)             |                  |
| 1999 |                  | 141e (laatste)      | opgave           |
| 2000 |                  | 74e                 |                  |
| 2001 |                  | 127e                |                  |
| 2002 |                  | uitgesloten **      |                  |
| 2003 |                  |                     |                  |
| 2004 | opgave           |                     |                  |

| Jaar | Milaan-San Remo | Gent-Wevelgem | Ronde van Vlaanderen | Parijs-Roubaix | Parijs-Tours |  | WK op de weg |  | Wereldranglijsten |
| ---- | --------------- | ------------- | -------------------- | -------------- | ------------ |  | ------------ |  | ----------------- |
| 1990 |                 |               |                      |                |              |  |              |  |                   |
| 1991 |                 | 144e          |                      |                |              |  |              |  |                   |
| 1992 | 185e            | 45e           | ↑                    | 44e            |              |  |              |  | 9e (UWB)          |
| 1993 | 164e            |               | 72e                  | 44e            |              |  | 52e          |  |                   |
| 1994 | 158e            |               |                      |                |              |  |              |  |                   |
| 1995 | 151e            | 90e           | 85e                  | 66e            |              |  |              |  |                   |
| 1996 |                 |               |                      |                |              |  |              |  |                   |
| 1997 |                 | 21e           |                      | 20e            | 31e          |  |              |  |                   |
| 1998 |                 |               | 53e                  |                | ↑            |  | 16e          |  |                   |
| 1999 |                 |               |                      |                |              |  |              |  |                   |
| 2000 |                 |               | 72e                  | 31e            |              |  |              |  |                   |
| 2001 |                 |               |                      |                | 98e          |  |              |  |                   |
| 2002 |                 |               | 74e                  |                | ↑            |  | 47e          |  |                   |
| 2003 | 163e            |               |                      |                | 138e         |  |              |  |                   |
| 2004 | 181e            |               |                      | 76e            |              |  |              |  |                   |